# Универзитетска библиотека у Крагујевцу
Универзитетска библиотека у Крагујевцу је научна библиотека Универзитета у Крагујевцу и налази се у делу зграде Правног факултета, на адреси Улица слободе бб. Служи за наставне и научне потребе студената, универзитетских наставника и научних радника. Дан библиотеке је 6. мај, дан Светог великомученика Георгија – Ђурђевдан.
Библиотека поседује преко 120. 000 публикација које може да понуди корисницима, а такође пружа и све остале информације, библиографско претраживање, међубиблиотечку позајмицу и образовање сопствених корисника. У фонду се налазе дела из свих научних области, реферална збирка домаћих и страних приручника (енциклопедије, библиографије, речници), стручни и научни часописи, домаће и стране публикације и значајна збирка докторских дисертација и магистарских теза. Библиотека је депозитна за све докторске дисертације одбрањене на Универзитету у Крагујевцу. Универзитетска библиотека у Крагујевцу је део Виртуелне библиотеке Србије од њеног оснивања и примењује COBISS систем узајамне каталогизације, почев од 2003. године. Као високошколска библиотека припада Заједници библиотека универзитета у Србији (ЗБУС). Библиотека је укључена у Конзорцијум библиотека Србије за обједињену набавку - KoBSON од 2001. године.

## Историјат Библиотеке
Универзитет у Крагујевцу је основан 1976. године, са пет факултета у свом саставу, а годину дана касније настала је Универзитетска библиотека у Крагујевцу. Од самог почетка, завидна динамика развоја прати њен рад и развој Универзитета, који данас има дванаест факултета смештених у шест градова централне Србије, са око 20.000 студената. Током четири деценије свог постојања, Универзитетска библиотека у Крагујевцу је остварила значајне резултате у раду и примени савремених информационих технологија и постала значајна институција науке и културе на територији Србије и региона.

#### Крагујевац као седиште првих школских институција
Крагујевац као административни центар Шумадијског округа и седиште Универзитета у Крагујевцу, баштини значајну историјску прошлост, везану за настанак првих просветних и културних институција у доба Кнежевине Србије. Лицеум Књажества сербског (Лицеј), као прва високошколска институција обновљене српске државе, заједно са библиотеком у саставу тадашњег Министарства просвете, оснива се 1838. године. Након премештања престонице из Крагујевца 1841. године, наставља са радом у Београду. Утемељене су везе које воде од ове институције до оснивања Универзитета у Београду и Универзитетске библиотеке „Светотар Марковић“, али треба имати на уму да Крагујевац наставља традицију српског педагошког образовања.
Оснивањем прве Учитељске школе 1871. године, почиње стогодишња традиција педагошких школа у Крагујевцу, која траје до 1975. године. Женска учитељска школа, основана 1903. године, 1945. прераста у мешовиту учитељску школу „Милоје Милојевић“, која престаје са радом 1972. године. Истовремено се и оснива одељење Природно-математичког факултета у Крагујевцу, које наслеђује целокупан инвентар школе, заједно са зградом и библиотеком, која је тада бројала око 17.000 књига. Виша педагошка школа, онована 1950. године у Крагујевцу, на самом почетку рада наслеђује фонд некадашње библиотеке Министарства просвете и ради до 1975. године. Након укидања ове инстутуције, фонд који је бројао око 13.000 књига и више десетина наслова часописа, поделиће касније Природно-математички факултет и Универзитетска библиотека у Крагујевцу.

#### Оснивање и прве године рада
Лако је пратити историјску нит која води до оснивања Универзитета у Крагујевцу, маја 1976. године, у чијем саставу су тада пет факултета и два института. Темељи дужи од једног века претходили су оснивању Универзитетске библиотеке, након стицања свих услова.
Универзитетска библиотека се оснива годину дана након оснивања Универзитета у Крагујевцу, 6. маја 1977. године, одлуком Скупштине Универзитета, као посебна служба у саставу Универзитета. Било је неопходно организовати начин за коришћење стручне литературе и информација за потребе факултета у тадашњем саставу Универзитета, те је припремљен Развојни план Универзитетске библиотеке. Првенствено смештена у истој згради у којој се налазио и Ректорат, Библиотека започиње рад на 525m3 укупног простора. Тада располаже читаоницом капацитета 70 читалачких места, са три радне просторије и једним магацином. Почетни фонд се брзо увећава планском куповином уџбеничке и стручне литературе за потребе факултета који су били у саставу Универзитета у Крагујевцу. Запошљава се укупно осам стручних радника - библиотекара и књижничара. Читаоница је била отворена за студенте и запослене на Универзитету, али су је могли користити и матуранти средњих школа. Од самог почетка рада, Универзитетска библиотека користи размену и међубиблиотечку позајмицу као вид попуне фонда, како би се превизишао проблем недостатка стручних публикација. Формирају се алфабетски, стручни и топографски каталог, планира се и израда централног каталога Универзитета, која није реализована.
Године 1981. Универзитетска библиотека је пресељена у новоизграђену зграду заједно са Правним факултетом, где се и данас налази. Целокупан простор који Библиотека заузима прављен је наменски за библиотеку, састоји се од читаонице са галеријом, читаонице периодике, десет канцеларија, главног магацина, четири помоћна магацина и више помоћних просторија, укупне квадратуре 1.500m3.
Планском набавком, број књига се брзо увећавао уз велики број поклона институција и појединаца. Године 1980, у састав фонда улазе наслеђени легати Учитељске и Више педагошке школе, који су, након укидања ових институција, првенствено припали Природно-математичком факултету. 30.000 књига које су постојале у библиотекама ове две школе, Универзитетска библиотека је инвентарисла у две посебне библиотеке целине. Издвојено је око 17.000 књига, део је остао на Природно математичком факултету, а део наслова који није одговарао потребама фонда, поклоњен је основној школи „Радоје Домановић“. Ова значајна књижна целина обилује малотиражним издањима научне грађе и белетристике на више језика. Фонд је од посебног значаја јер убраја публикације које не поседује ниједна библиотека у Србији сем Универзитетске библиотеке у Крагујевцу.

## Легати, поклони и фонд старе и ретке књиге

#### Легати институција
1. Легат Учитељске школе, добијен 1980. (8.162 публикација)
2. Легат Више педагошке школе, добијен 1987. (8.718 публикације)
3. Легат Радничког универзитета Крагујевац, добијен 1994. (940 публикација)

#### Легати појединаца:
1. Легат Драгољуба М. Поповића, добијен 1980. (135 публикација)
2. Легат проф. др Душана Симића, добијен 1989. (852 публикације)
3. Легат проф. др Владислава Ђукића, добијен 1989. (277 публикација)
4. Легат проф. др Владимира Водинелића, добијен 1989. (462 публикације)
5. Легат проф. др Милорада Бојића, добијен 1990. (30 публикација)
6. Легат проф. др Стевана Веиновића, добијен 1992. (132 публикације)
7. Легат проф. Софије Вукадиновић, добијен 1993. (97 публикација)
8. Легат проф. Предрага Митровића, добијен 1994. (116 публикација)
9. Легат проф. др Мирослава Лазаревића, добијен 2001. (1.235 публикација)
10. Легат проф. др Живомира Спасића, добијен 2006. (900 публикација)
11. Легат проф. др Владимира Вељовића, добијен 2006. (409 публикација)
12. Легат проф. др Светозара Стојановића, добијен 2011. (2.500 публикација)

#### Поклони књига
Поред наведених легата, Универзитетска библиотека у Крагујевцу поседује у свом фонду и вредне поклоне.
- Поклон добијен 2003. године од невладине организације ACDI/VOCA. Поклон је реализован у оквиру пројекта "Набавка уџбеничке и друге литературе", а садржи 352 уџбеника и 1.754 публикације из различитих стручних области: књижевност домаћих и страних писаца, историја, уметност, граматика српског и страних језика, речници, приручници из области информатике, као и остала стручна литература.
- Поклони Министарства науке, Библиотеке САНУ, Библиотеке Матице српске, Универзитета у Београду, Универзитета у Новом Саду, Универзитета у Нишу, Немачке истраживачке заједнице у Бону, Goethe-Instituta, Амбасаде Индије, Центра за савремену историју из Београда и др.

Међу дародавцима су и бројни појединци:
- Поклон Ненада и Верице Пејчић, добијен у јануару 2011. године. Библиотека је добила 3.200 наслова монографских публикација, а поклон представља личну библиотеку њихове прерано преминуле кћери Лидије Пејчић.
- Поклон породичне ризнице књига покојног Миодрага Јовановића, лозничког документатора и енциклопедисте, који је Библиотеци завештала његова супруга Споменка Јовановић 2011. године. Поклон садржи 300 публикација, и значајну фото-документацију.
- Поклон академика Ивана Гутмана, који садржи 105 публикација из породичне библиотеке, међу којима је и 20 томова Интернационалне енциклопедије на енглеском језику.
- Поклон Зорана Петровића, професора енглеског језика и других.

#### Фонд старе и ретке књиге
Поред збирки легата, Библиотека се поноси и збирком старе и ретке књиге. По законским Критеријумима за процену и категоризацију старе и ретке библиотечке грађе, део публикација из овог фонда не испуњава услове и критеријуме да буде третирана као стара и ретка књига. Међутим, чињеница да је у ту збирку убројан велики број књига које сем Библиотеке Матице српске и Народне библиотеке Србије, има још само Универзитетска библиотека у Крагујевцу, била је довољна да их убројимо у ретка, малотиражна издања. Поводом петнаестогодишњице рада Библиотеке, 1992. године, приређен је први Каталог старе и ретке књиге у фондовима Универзитетске библиотеке у Крагујевцу. Каталог је садржавао 241 наслов и био подељен на три поглавља:
- Књиге издате до краја 1900. године,
- Књиге издате за време Првог светског рата (1914—1918),
- Књиге издате за време Другог светског рата (1939—1945).

После двадесет година, 2012. године, издат је нови Каталог старе и ретке књиге са 444 јединице.
Најстарија књига у фонду је Corpus juris canonici. T. 1 из 1730. године, писана на латинском језику, из области црквеног права. У локалној бази инвентарисана је као стара и ретка књига са ограниченом доступношћу.

## Пројекти
Од самог оснивања, велика пажња се поклања прикупљању и чувању Рефералне збирке, која се налази у читаоници Библиотеке.
Изменом законских прописа, 1985. године Универзитет у Крагујевцу доноси Одлуку о оснивању Универзитетске библиотеке као самосталне радне организације, која се региструје у Окружном привредном суду 1986. године. Библиотека данас представља равноправну чланицу Универзитета у Крагујевцу.
Издавачка делатност започета је издавањем Билтена приновљених публикација. Билтен је штампан у периоду од 1983—1996. године, по четири свеске годишње, да би касније прерастао у интерни документ. Редовно се штампају Библиографије радова наставника и сарадника Универзитета, као и Библиографије докторских дисертација и магистарских теза, које обухватају грађу објављену у интервалима од по пет година. Последњи томови штампани су 2011. године, након тога материјал за библиографије се може наћи само у електронској верзији.
Аутоматизација пословања започиње 1987. године, када се за библиографску обраду грађе користи софтверски пакет CDS/ISIS, тада широко распрострењен, настао под патронатом UNESCO–а, прилагођен домаћим корисницима од стране Народне библиотеке Србије. Истовремено, сопственим снагама развија се апликација за праћење циркулације. Исте године напушта се рад на ажурирању лисних каталога, што је представљало својеврстан искорак и илустровало жељу библиотекара за иновацијама у раду.
Први ТЕМПУС пројекат (реализован 2002—2004. године), под називом Изградња кооперативне мреже високошколских библиотека Универзитета у Србији, донео је Библиотеци могућност да, као пуноправна чланица конзорцијума, буде од почетка део Виртуелне библиотеке Србије и примени COBISS систем узајамне каталогизације, почев од 2003. године. Постојећа библиографска база (која је у тренутку промене система имала око 50.000 записа) није конвертована због извесних некомпатибилности које би касније захтевале веће корекције након конверзије, те је у локалну COBISS базу поново унет целокупан фонд.
Учешће у другом регионалном ТЕМПУС пројекту Нови библиотечки системи на Универзитетима Западног Балкана (2010—2013. године) омогућио је Библиотеци, уз вишеструке обуке библиотекара, примену свих сегмената COBISS система, чиме Универзитетска библиотека, уз мрежу факултетских библиотека гради први интегрисани библиотечко информациони систем Универзитета. Увођење дигиталног репозиторијума Универзитета уз подсистем за депоновање докторских дисертација у електронској форми, као трајном архиву, омогућава тада Библиотеци да се, уз измену законске регулативе на овом пољу, адекватно припреми и преузме на себе све неопходне функције. Као софтверска платформа, преузет је модел развијен на Универзитету у Бечу, партнерске инститиције на Пројекту, под називом PHAIDRA (Permanent Hosting, Archiving and Indexing of Digital Resources and Assets). PHAIDRA је систем за дугорочно похрањивање, индексирање и коришћење дигиталних објеката и сви запослени на Универзитету могу, уз додељивање корисничког налога, самоархивирати резултате свог рада.
У последњих десет година адаптиран је целокупан простор Библиотеке, у склопу више пројеката инфраструктурног одржавања ресорног Министарства и локалне самоуправе, уз учешће сопствених средстава, почев од замене подова у магацинима, комплетне реконструкције читаонице, замене крова и куповине нове опреме, библиотечких полица и намештаја.Библиотека континуално учествује у националним пројектима (реализована средствима Министарства Културе), самостално, као и у партнерству са матичном библиотеком Универзитетском библиотеком Светозар Марковић из Београда и другим институцијама.

## Библиотека данас
Од самог оснивања Универзитета у Крагујевцу, позиција четвртог по величини државног универзитета, као и Крагујевца као четвртог по величини града у Србији, остала је непромењена. Трећа по величини (у смислу фонда и броја запослених), међу универзитетским библиотекама у Србији, Универзитетска библиотека у Крагујевцу, годинама уназад, важи за институцију од великог значаја како за Универзитет у Крагујевцу, тако и за целокупну јавност.
Званична статистика ажурираних података износи, да Универзитет у Крагујевцу чини: 12 факултета, 118 истраживачких јединица, 20.000 студената, 1.100 наставника, око 2.000 запослених, 136 акредитованих студијских програма на свим нивоима студија, око 33.000 дипломираних и око 1.100 одбрањених докторских дисертација. Са поносом се истиче да су Факултет медицинских наука и Природно-математички факултет рангирани у првих десет научно-истраживачких институција у Србији. Овај приказ стања најбоље илуструје повећање обима посла који је Универзитетска библиотека имала током претходних деценија.
Од самог оснивања Универзитетска библиотека у Крагујевцу је била препознатљива по флексибилности и великом труду да испрати савремене промене у библиотекарству. Овакву праксу подржавали су запослени, како библиотекари тако и књижничари. Преданим залагањем и константним усавршавањем у земљи и иностранству, систематични у раду, библиотекари су увек ишли у корак са новинама које су се током година наметале. У складу са својим образовањем, сви запослени имају положене стручне испите из библиотечке делатности и континуирано се едукују за примену нових технологија у библиотекарству. Распоређени по одељењима, запослени имају своје примарне послове, али су због честих реорганизација и смањења броја запослених и у ритму промена описа библиотечко–информативних послова, успели да се прилагоде, тако да су у могућности да обављају све послове који се у Библиотеци систематизују.
Све веће потребе за услугама које су у директној вези са научно-истраживачким радом универзитетског наставног особља, утичу на обавезу доступности библиотекара. Универзитетска библиотека у Крагујевцу се може похвалити изузетном сарадњом са запосленима на Универзитету.
У оквиру Универзитета у Крагујевцу постоји дванаест факултета и исти број факултетских библиотека, чије је функционисање све чешће ослоњено на кореспонденцију са Универзитетском библиотеком.

## Одељења
- Одељење набавке и обраде монографских публикација
- Одељење набавке и обраде серијских публикација
- Информативно-позајмно одељење
- Одељење за научне информације и развој
- Служба за опште, правне и финансијске послове

Универзитетска библиотека као установа чија је примарна делатнот у функцији наставно-научних и истраживачких процеса на Универзитету, обавља велики број делатности у оквиру своја четири одељења. Она су организационо повезана тако да се одрживост њиховог постојања и рада свакодневно потврђује.
Преко Одељења набавке и обраде монографских публикација, своју набавну политику Библиотека заснива на куповини, поклонима и размени публикација, научне и стручне литературе и универзитетских уџбеника, и све у складу са потребама студијских програма Универзитета. Фонд Библиотека се увећава и пријемом обавезног примерка универзитетских издања. Ради прегледности и лакшег функционисања позајмног одељења, формирано је осам фондова. Они се разврставају по језицима, али и по другим карактеристикама (нпр. посебни фондови у којима су смештени легати). Сав књижни фонд смештен је у магацинима и није у слободном приступу, осим рефералне збирке која се налази у читаоници Библиотеке. Број јединица монографских публикација, на српском и страним језицима, износи око 100.000, са око 70.000 наслова. С обзиром на потребе корисника, библиотека улаже напоре да континуирано прибавља најновију научно-истраживачку литературу, али и да контролише адекватност постојања и бројност старијих јединица, поштујући законске одредбе о попису и ревизији, те се редовно излучују вишеструки примерци издања који се више не користе у настави.
Посебно је значајно истаћи да свака јединица, која чини овај фонд, има свој инвентарни број и ажурно је обрађена у електронском каталогу COBISS система обједињене каталогизације. Универзитетска библиотека у Крагујевцу је у систем укључена као трећа библиотека у Србији, после Народне библиотеке Србије и Универзитетске библиотеке „Светозар Марковић“ у Београду и има статус пуноправног члана COBISS.SR мреже.
Сагледавајући овакво чињенично стање, може се истаћи да се Универзитетска библиотека у Крагујевцу сврстава у малобројне библиотеке у Србији које у сваком моменту могу да пруже информацију о свакој јединици коју поседује. Тренутно, локални електронски каталог библиотеке садржи око 130.000 записа.
При формирању библиотечког фонда, усвојен је договор да се смештај публикација врши по систему numerus currens ради лакшег смештаја и бољег искоришћења простора. Изузетак је реферална збирка која је уређена по УДК систему. Треба истаћи и актуелан проблем недостатка смештајног простора, за који Библиотека тражи дугорочније решење.
Поред набавке, каталогизације библиотечке грађе и одржавања електронског каталога библиотеке, ово одељење по захтеву одређује УДК бројеве за радове објављене у универзитетским часописима и услужно обавља послове на изради хетероцитатног индекса наставницима и сарадницима Универзитета.
Важно Одељење Библиотеке на чији рад су корисници нарочито упућени, је Одељење набавке и обраде серијских публикација. Оно прикупља, обрађује, чува и даје на коришћење серијске публикације: часописе, билтене, годишњаке, алманахе, календаре, летописе и зборнике. Ови континуирани извори, покривају различите области интересовања од хуманистичких, преко природних и медицинских, до техничких наука.
Поред штампане грађе, Библиотека је могућности да својим корисницима омогући приступ до великог броја база података и око 35.000 страних научних часописа у електронској форми доступних у пуном тексту и 160.000 електронских књига, као и неколико индексних база, захваљујући формираном Конзорцијуму библиотека Србије за обједињену набавку научних информација – KoBSON.
Од марта 2005. године, Одељење претежно заснива свој рад на формирању електронског каталога серијских публикација. Крајем 2016. године се у фондовима овог одељења налазило 777 наслова часописа и то 591 домаћих и 186 наслова страних часописа. Највећи број добијен је као поклон истакнутих институција културе и просвете Републике Србије. Поред континуираних извора, обавеза Универзитетске библиотеке је да прикупи и депонује све докторске дисертације и магистарске тезе одбрањене на Универзитету у Крагујевцу. Тренутно библиотека поседује око 3.100 јединица, укључујући и тезе одбрањене на другим универзитетима.
Сходно изменама Закона о високом образовању, прописано је да је Универзитет, односно Универзитетска библиотека, дужна да формира дигитални репозиторијум у којем се трајно чувају електронске верзије одбрањених докторских дисертација, заједно са извештајем комисије за оцену дисертације, подацима о ментору и саставу комисије и подацима о заштити ауторских права, као и да све наведене податке учине јавно доступним. Универзитетски репозиторијум PHAIDRA.KG формиран је 2012. године, и у подсистему Е-тезе депоноване су докторске дисертације, одбрањене углавном последњих година.
Као и библиотекари из одељења које се бави монографским публикацијама и библиотекари овог одељења врше аналитичке обраду грађе чији су аутори наставно-научни радници Универзитета у Крагујевцу. Захваљујући томе, на основу јединствене шифре истраживача из E-CRIS система, могуће је израдити персоналне библиографије истраживача по различитим критеријумима.
Посебна пажња се посвећује часописима које издаје Универзитет у Крагујевцу и факултети у његовом саставу. За ових 20 часописа ради се комплетна аналитичка обрада и постављање линкова до електронских издања, ако су појединачни чланци доступни у пуном тексту, уз истовремено праћење библиометријских параматара у њиховом коришћењу.
Рад са корисницима обавља Информативно-позајмно одељење. Оно се бави преузимањем каталошки обрађених јединица и њиховим смештањем у фондове библиотеке. Књижничари овог одељења обучени су за рад у окружењу COBISS-позајмица, што је од великог значаја за пружање бржих и тачнијих информација корисницима. Иако је првенствено намењена студентима и истраживачима, Библиотека је отворена и за јавност. Број корисника сваке године расте, а просечан број активних корисника на годишњем нивоу износи око 3.500.
Поред услуга позајмице библиотечког материјала, библиотекари-информатори из овог Одељења, пружају услуге библиографског претраживања, баве се међубиблиотечком позајмицом, како домаћом тако и иностраном и обављају едукацију свих заинтересованих корисника из области библиографског претраживања фондова, о коришћењу сервиса Моја библиотека, пружају информације о коришћењу КоБСОН сервиса.
У оквиру читаоничног простора са 80 места, налази се издвојена интернет читаоница са 10 рачунарских места, коју могу да користе сви корисници библиотеке сваког радног дана од 8.00 до 19.00 и суботом од 9.00 до 14.00 часова. Омогућено је коришћење бежичног интернета, као и Eduroam (education roaming) сервиса за заспослене на другим Универзитетима.
Последње формирано одељење Библиотеке је Одељење за научне информације и развој, карактерише га велики дијапазон послова као и мањи број извршилаца. Систематско образовање корисника и библиотекара факултетских библиотека у области коришћења електронских информационих извора је један од битних сегмената информационе делатности. Задатак запослених библиотекара је да организују и припремају тематске изложбе, културне и научне програме, промоције издања и стручне скупове. Они припремају информативни материјал за веб-сајт, блог Библиотеке, сајт Универзитетске галерије и друге странице на друштвеним мрежама.
Планирају и реализују дигитализацију публикација из фондова Библиотеке, прикупљају, постављају и одржавају локални систем за рад са дигитализованим материјалом (THEREFORE платформа), одржавају PHAIDRA.KG дигитални репозиторијум Универзитета, као трајни архив публикација и другог материјала наставно-научне продукције Универзитета, као и веб-сајт Дигиталне библиотеке са отворениим приступом дигитализоване грађе из фонда старе и ретке књиге. Спроводе аутоматизацију пословања и одржавају рачунарску мрежу Библиотеке. Запослени библиотекари у овом Одељењу, заслужни су за формирање веб-странице универзитетског часописа за књижевност, језик, уметност и културу - Липар. На страници се, поред великог броја корисних информација и линкова, налазе електронска издања овог часописа од броја 47 из 2012. године са чланцима у пуном тексту. Портал часописа за студије књижевности и културе – Лицеум је последњи у низу развијен у оквиру Библиотеке.
Поред стручних служби, у саставу Универзитетске библиотеке је и Служба за опште, правне и финансијске послове.

## Универзитетска галерија
Бројне манифестације, изложбе, концерти, књижевне вечери, промоције Универзитетских издања, саветовања и друго, пратила су основну делатност Универзитетске библиотеке, од њеног оснивања. Реализација сопственим стредствима, диктирала је њихов број и обим.
Од новембра месеца 2010. године, Универзитет у Крагујевцу споразумом о сарадњи са Универзитетском библиотеком, оснива Универзитетску галерију чија се делатност заснива на организовању, промовисању и представљању научно-истраживачког, културног и уметничког стваралаштва наставника, сарадника и студената Универзитета у Крагујевцу, организовању изложби, књижевних вечери и концерата. Галерија нема статус правног лица и функционише као унутрашња организациона јединица Универзитета у Крагујевцу – Ректората и у њеном раду учествују запослени Библиотеке и Ректората. Уметнички савет галерије бира и разрешава Сенат Универзитета, а Управника Галерије именује Ректор. Последњих година бројне су манифестације које су реализоване у оквиру Универзитетске галерије (изложбе, концерти, предавања и књижевне трибине), уз учешће еминентних уметника из земље и иностранства, па је рад Галерије Универзитетској библиотеци донео позицију значајне установе културе у региону којем припада. Посећеност културних дешавања у Универзитетској галерији је на веома завидном нивоу, чему сведоче све бројније манифестације.
После четрдесет година континуираног рада и усавршавања своје делатности, Универзитетска библиотека у Крагујевцу сврстава се у ред најразвијенијих библиотека у региону. Постала је значајан информативно-реферални сервис који и даље расте и шири мрежу својих услуга. Сарадња са водећим универзитетским информационим центрима региона, додатно ће учинити да Универзитетска библиотека у Крагујевцу постане незаменљиви сегмент у научно истраживачком раду својих корисника. Мали број запослених стручних радника у односу на колективе других библиотека, резултира великом флексибилношћу и њиховом вишеструком оспособљеношћу за различите врсте библиотечких послова.

## Каталози
У првој фази рада Универзитетске библиотеке формирани су:
- ауторски,
- стручни (са унетом страном периодиком коју је Библиотека примала до 1990. године),
- предметни лисни каталог, а
- започет је рад на формирању централног каталога Универзитета.

Библиотека је 1996. године компјутеризована и прелази на ISIS софтверски пакет. Тада је унет целокупан фонд Библиотеке, а постепено се напушта унос у лисни каталог. Од 1997. године лисни каталог се више не ажурира, већ се нови подаци уносе само у електронски каталог. Исте године је и позајмица аутоматизована.
Са 2003. годином завршава се први период у развоју Библиотеке. Укључујући се у пројекат Виртуелна библиотека Србије, Универзитетска библиотека у Крагујевцу у потпуности прелази на систем узајамне каталогизације, заснован на софтверском пакету COBISS, у фебруару 2004. године.
COBIB.SR је узајамна библиографско-каталошка база података која представља резултат узајамне каталогизације српских библиотека укључених у систем COBISS.SR. Садржи библиографске записе о књижној (монографске, серијске публикације, чланци и др.) и некњижној грађи (CD-ови, DVD-ови и др.). Поред библиографских података садржи и информације о томе које библиотеке поседују поједину грађу, што јој одређује функцију узајамног каталога. База података COBIB.SR од основног је значаја за систем COBISS.SR, јер има централну улогу у процесу узајамне каталогизације, у претраживању библиографских информација, као и информација о локацији и доступности грађе у српским библиотекама.
Од 2007. године Универзитетска библиотека прелази на COBISS2 програм за позајмицу, што је корисницима донело низ предности, јер приликом претраживања виде податак у електронском запису и знају да ли је публикација слободна или не и да ли су у могућности да је поруче или резервишу.
У децембру 2011. године Библиотека почиње са радом у програмском окружењу COBISS3.

## Награде
Највише признање Крагујевца, Ђурђевданска награда која се додељује појединцима и институцијама за изузетан допринос афирмацији града, 2013. године припала је Универзитетској библиотеци у Крагујевцу за област образовања.

## Директор
Радом Универзитетске библиотеке руководи директор без ограничења. Од оснивања Библиотеке до 2014. године њени руководиоци (директори) су били:
- Милан Станковић (1978—1983),
- Ружица Игњатовић, в. д. директора (1983—1986),
- Александар Милосављевић (1986—1997),
- Ружица Игњатовић (1997—2006),
- Мира Матић (2007—2014),
- Весна Абадић (2014−)